# 丹達爾·阿里奧斯曼
丹達爾·阿里奧斯曼（1930年12月30日—2021年1月18日），或按《姓氏法》稱丹達爾·阿里·奧斯曼奧盧（Dündar Ali Osmanoğlu），又可按鄂圖曼帝國式名稱作丹達爾·阿里·奧斯曼·阿凡提王子（Şehzade Dündar Ali Osman Effendi；），是2017年後鄂圖曼帝國王朝第45代領袖。
他是穆罕默德·阿卜杜勒-克里姆王子（Şehzade Mehmed Abdülkerim）與妻子尼馬特·哈努姆·阿凡提（Nimat Khanum Effendi）的兒子，穆罕默德·塞利姆王子（Şehzade Mehmed Selim）之孫，蘇丹阿卜杜勒-哈米德二世是他的曾祖父。如果鄂圖曼帝國再次建立，他將是奧斯曼六世·丹達爾·阿里奧斯曼（Osman VI Dündar Aliosman）。